# Bitwa pod Aarau
Bitwa pod Aarau – bitwa pomiędzy wojskami kantonów Berno i Unterwalden, jaka miała miejsce 20 lipca 1712 podczas szwajcarskiej wojny domowej zwanej toggenburską niedaleko miasta Aarau, nad rzeką Aare.
W rezultacie bitwy 11 sierpnia 1712 zawarto układ pokojowy, na podstawie którego Toggenburg wraz z całym kantonem Unterwalden uwolnił się spod władzy kantonów Zurych i Berno.